# Motín del agua (1820)
Motín del agua de 1820, fue una protesta protagonizada por las cigarreras de la Fábrica de Tabacos de Madrid. Este movimiento surgió en respuesta a la grave crisis de abastecimiento de agua que afectaba a la ciudad.Se recoge como el primer gran acto de reivindicación colectiva, de protesta laboral se decía que hasta finales del siglo XIX ninguna huelga tenía éxito sin la presencia de las cigarreras.

## Hechos

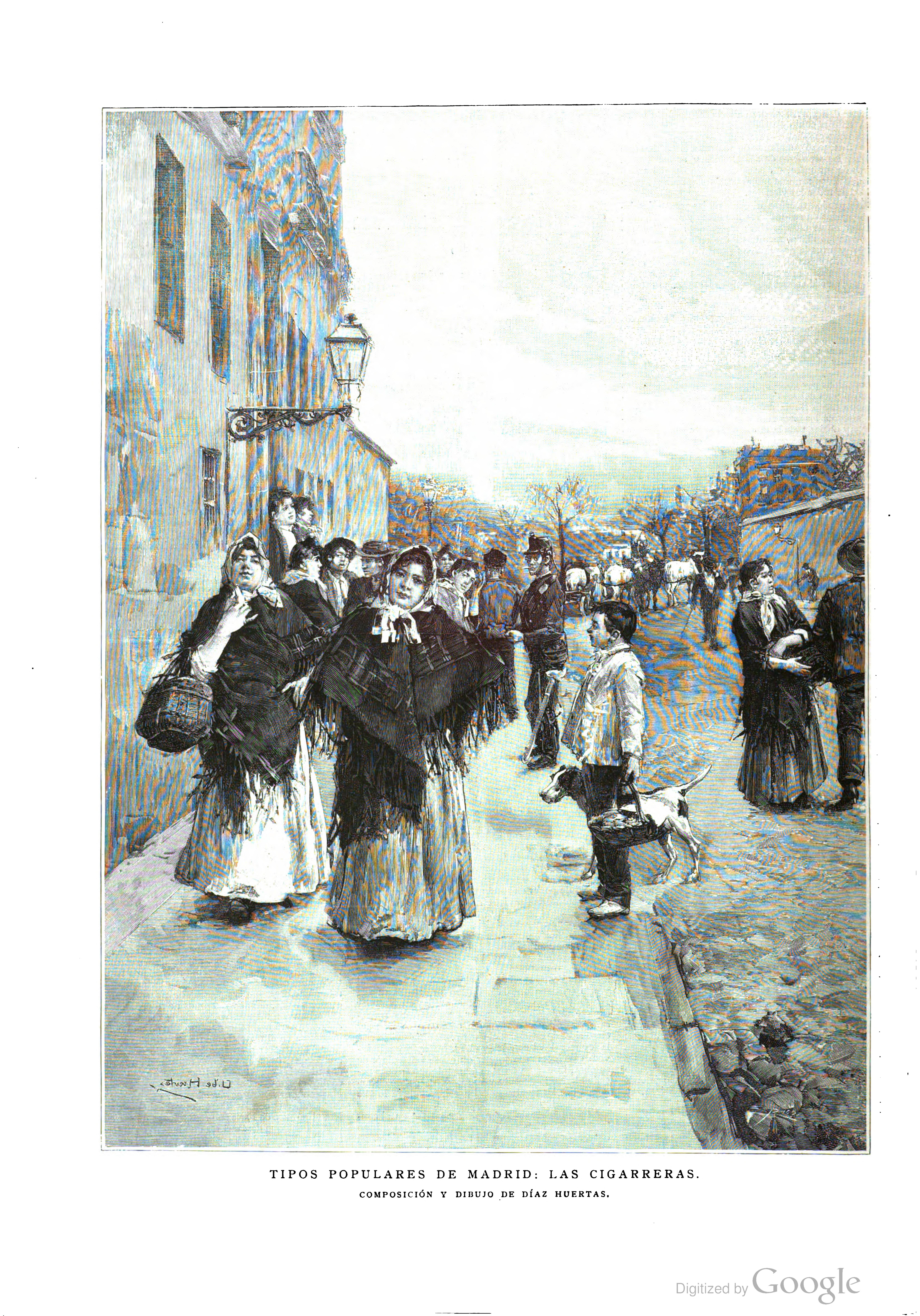
Tipos populares de Madrid. Las Cigarreras. Composición y dibujo de Díaz Huertas

Las cigarreras desempeñaban un trabajo arduo y poco higiénico, manipulando el tabaco en lugares con condiciones que afectaban a su salud. En 1809 se habilitó el edificio de la Real Fábrica de Aguardientes y Naipes para manufacturar tabaco puesto que debido a la invasión francesa había desabastecimiento de tabacos. Hasta mayo de 1918 tenían acceso a agua dentro de la fábrica, lo que les permitía refrescarse y mitigar los efectos del polvo del tabaco. Sin embargo, cuando se impuso la prohibición de utilizar el agua de los pozos internos, las trabajadoras consideraron esta medida injusta y perjudicial para su salud.La protesta derivó en un motín cuando las cigarreras se negaron a aceptar la restricción y tomaron las instalaciones de la fábrica, exigiendo la restitución de su derecho al agua. Su resistencia obligó a las autoridades a intervenir y, finalmente, la prohibición fue revertida, demostrando la capacidad de las cigarreras para defender sus derechos laborales.Este episodio se inscribe en la tradición de lucha de las cigarreras madrileñas, que fueron pioneras en la defensa de condiciones laborales dignas. Su ejemplo influyó en otros colectivos femeninos de trabajadoras en España, destacándose como un símbolo de resistencia obrera en el siglo XIX.Durante todo el siglo XIX, realizaron protestas, huelgas y paros para reclamar mejores salarios y condiciones laborales o la readmisión de compañeras despedidas. Y se opusieron con violencia a las máquinas. La lucha se extendió a otras provincias y las cigarreras se situaron en la vanguardia del movimiento obrero español.

## Reconocimientos
Emilia Pardo Bazán en la revista La España moderna en agosto de 1890:

“Hoy que van desapareciendo en España los clásicos ‘pronunciamientos’, menudean en cambio los motines de cigarreras, y el cargo de Jefe de las fábricas de Sevilla y Madrid no puede ser ejercido por quien carezca de gran serenidad, aplomo y energía. ‘Estas mujeres —me decía el Jefe de la de Madrid no ha mucho— son en el fondo unas infelices; tienen un corazón de oro, y por bien se las lleva adonde se quiere. Pero existe en ellas tan desarrollado y vigoroso el sentimiento de la justicia, que pobre de aquel administrador a quien acusen de injusto. Son capaces, en un momento de alboroto, de hacerle pedazos’”.